# 藤木千穂
藤木 千穂（ふじき ちほ、1967年9月28日 - ）は、文化放送の社員で、元アナウンサー。血液型B型。

## 来歴・人物
東京都足立区出身。東京都立足立高等学校、神奈川大学経済学部卒業。愛称は「藤木姫」、「ちぽリン」。アナウンサー時代、女性初の『ライオンズナイター』のリポーターを担当していたことがあった。
2005年、同番組の企画で、プロボウラー資格取得テストに挑戦。予選突破の腕前をみせるが、力及ばず不合格。その後、功績が認められ、2006年1月13日、社団法人日本ボウリング場協会から、第13回ボウリング・マスメディア大賞個人賞（テレビ番組等を通じて、ボウリングのイメージアップに貢献した個人）を受けた。当日の『辻よしなり ラジオグラフィティ』は、この会場から中継で出演した。
2007年1月16日付けで、アナウンス部から異動となった。営業局営業部を経て、現在は編成局編成部所属。

## 過去の担当番組
- みのもんたのウィークエンドをつかまえろ
- 辻よしなり ラジオグラフィティ（2002年10月 - 2006年3月）
- 斉藤一美のとんカツワイド
- 陳平＆藤木姫のハッピートゥモロー
- Jランド
- 黒BUTA天国〜素肌にC-JACK
- 百瀬博教の柳橋キッド
- 全国歌謡ベストテン
- キッチュ!夜マゲドンの奇蹟
- HARAHARA最先端情報（木曜吉田照美のやる気MANMAN!内　13:45〜13:50）2007年1月18日まで。
- 吉田たかよし プラス!（月曜・木曜コーナー担当）
- 岩本勉のまいどスポーツ（日曜18:00〜19:00）
- 戸張捷・松井功のモーニングゴルフ（土曜6:25〜6:40）
- 山中つよしのビューティフルサンデー（日曜10:00〜10:30）
- 純喫茶・谷村新司